# Хіракі Рюдзо
Рюдзо Хіракі (яп. 平木 隆三, нар. 7 жовтня 1931, Осака — пом. 2 січня 2009, Тойота) — японський футболіст, що грав на позиції захисника. По завершенні ігрової кар'єри — футбольний тренер.

## Клубна кар'єра
Грав у футбол в університетській команді «Квангаку», після чого у 1957 році грав за клуб «Баса Беттеріз».
На початку 1958 року перейшов до клубу «Фурукава Електрік», за який відіграв 9 сезонів. Завершив професійну кар'єру футболіста виступами за команду «ДЖЕФ Юнайтед» у 1966 році.

## Виступи за збірну
1954 року дебютував в офіційних матчах у складі національної збірної Японії. Протягом кар'єри у національній команді, яка тривала 13 років, провів у формі головної команди країни лише 30 матчів, забивши 1 гол. Також брав участь у Олімпійських іграх 1956 року і 1964 року.

## Кар'єра тренера
Розпочав тренерську кар'єру, ще продовжуючи грати на полі, 1963 року, очоливши тренерський штаб клубу «Фурукава Електрік».
В 1965 та 1967–1969 роках очолював молодіжну збірну Японії.
Останнім місцем тренерської роботи був клуб «Нагоя Грампус», головним тренером команди якого Рюдзо Хіракі був до 1993 року.
Помер 2 січня 2009 року на 78-му році життя у місті Тойот.

## Статистика
Статистика виступів у національній збірній
| Збірна Японії | Збірна Японії | Збірна Японії |
| Роки          | Ігри          | голи          |
| ------------- | ------------- | ------------- |
| 1954          | 3             | 0             |
| 1955          | 4             | 0             |
| 1956          | 3             | 0             |
| 1957          | 0             | 0             |
| 1958          | 4             | 0             |
| 1959          | 10            | 1             |
| 1960          | 1             | 0             |
| 1961          | 2             | 0             |
| 1962          | 3             | 0             |
| Усього        | 30            | 1             |

## Досягнення
- Кубок Імператора (4): 1955, 1960, 1961, 1964